# Liste de films tournés dans le département du Cantal
Un certain nombre d'œuvres cinématographiques et télévisuelles ont été tournés dans le département du Cantal.
Voici une liste à compléter de films, téléfilms, feuilletons télévisés, films documentaires… tournés dans le département du Cantal, classés par commune et lieu de tournage et date de diffusion
- Haut – A
- B
- C
- D
- E
- F
- G
- H
- I
- J
- K
- L
- M
- N
- O
- P
- Q
- R
- S
- T
- U
- V
- W
- X
- Y
- Z

## A
- Alleuze
  - 1966 : La Grande Vadrouille de Gérard Oury
  - 1967 : Un homme de trop de Costa-Gavras
  - 2000 : L'Extraterrestre de Didier Bourdon

- Anglards-de-Saint-Flour
  - 2010 : Camping 2 de Fabien Onteniente (Viaduc de Garabit)

- Aubrac cantalien
  - 2003 : Nos enfants chéris de Benoît Cohen

- Aurillac
  - 2011 : Les Robins des pauvres de Frédéric Tellier
  - 2015 : Le Hobbit : Le Retour du roi du Cantal de Léo Pons

- Haut – A
- B
- C
- D
- E
- F
- G
- H
- I
- J
- K
- L
- M
- N
- O
- P
- Q
- R
- S
- T
- U
- V
- W
- X
- Y
- Z

## B
- Haut – A
- B
- C
- D
- E
- F
- G
- H
- I
- J
- K
- L
- M
- N
- O
- P
- Q
- R
- S
- T
- U
- V
- W
- X
- Y
- Z

## C
- Monts du Cantal
  - 2000 : Harry, un ami qui vous veut du bien de Dominik Moll
  - 2011 : Les Robins des pauvres de Frédéric Tellier

- Chalinargues
  - 2011 : La Nouvelle Guerre des boutons de Christophe Barratier

- Haut – A
- B
- C
- D
- E
- F
- G
- H
- I
- J
- K
- L
- M
- N
- O
- P
- Q
- R
- S
- T
- U
- V
- W
- X
- Y
- Z

## D
- Haut – A
- B
- C
- D
- E
- F
- G
- H
- I
- J
- K
- L
- M
- N
- O
- P
- Q
- R
- S
- T
- U
- V
- W
- X
- Y
- Z

## E
- Haut – A
- B
- C
- D
- E
- F
- G
- H
- I
- J
- K
- L
- M
- N
- O
- P
- Q
- R
- S
- T
- U
- V
- W
- X
- Y
- Z

## F
- Haut – A
- B
- C
- D
- E
- F
- G
- H
- I
- J
- K
- L
- M
- N
- O
- P
- Q
- R
- S
- T
- U
- V
- W
- X
- Y
- Z

## G
- Viaduc de Garabit
  - 1966 : La Grande Vadrouille de Gérard Oury
  - 1976 : Le Pont de Cassandra de George P. Cosmatos

- Barrage de Grandval
  - 1966 : La Grande Vadrouille de Gérard Oury

- Haut – A
- B
- C
- D
- E
- F
- G
- H
- I
- J
- K
- L
- M
- N
- O
- P
- Q
- R
- S
- T
- U
- V
- W
- X
- Y
- Z

## H
- Haut – A
- B
- C
- D
- E
- F
- G
- H
- I
- J
- K
- L
- M
- N
- O
- P
- Q
- R
- S
- T
- U
- V
- W
- X
- Y
- Z

## I
- Haut – A
- B
- C
- D
- E
- F
- G
- H
- I
- J
- K
- L
- M
- N
- O
- P
- Q
- R
- S
- T
- U
- V
- W
- X
- Y
- Z

## J
- Haut – A
- B
- C
- D
- E
- F
- G
- H
- I
- J
- K
- L
- M
- N
- O
- P
- Q
- R
- S
- T
- U
- V
- W
- X
- Y
- Z

## L
- Lanobre-Château de Val
  - 1960 : Le Capitan d'André Hunebelle
  - 1970 : Morgane et ses nymphes de Bruno Gantillon
  - 1973 : Karatekas and Co d'Edmond Tyborowski
  - 1990 : Frankenstein 90 d'Alain Jessua

- Le Lioran
  - 1964 : La Grande Frousse de Jean-Pierre Mocky (Tunnel du Lioran)

- Le Falgoux
  - 2004 : Holy Lola de Bertrand Tavernier
  - 2021 : Mystère de Denis Imbert

- Haut – A
- B
- C
- D
- E
- F
- G
- H
- I
- J
- K
- L
- M
- N
- O
- P
- Q
- R
- S
- T
- U
- V
- W
- X
- Y
- Z

## M
- Mandailles-Saint-Julien
  - 1997 : XXL d'Ariel Zeitoun

- Marmanhac
  - 1964 : La Cité de l'indicible peur de Jean-Pierre Mocky (Château de Sedaiges)

- Murat
  - 1964 : L'Enfer (film, 1964) de Henri-Georges Clouzot
  - 2000 : L'Extraterrestre de Didier Bourdon

- Haut – A
- B
- C
- D
- E
- F
- G
- H
- I
- J
- K
- L
- M
- N
- O
- P
- Q
- R
- S
- T
- U
- V
- W
- X
- Y
- Z

## N
- Haut – A
- B
- C
- D
- E
- F
- G
- H
- I
- J
- K
- L
- M
- N
- O
- P
- Q
- R
- S
- T
- U
- V
- W
- X
- Y
- Z

## O
- Haut – A
- B
- C
- D
- E
- F
- G
- H
- I
- J
- K
- L
- M
- N
- O
- P
- Q
- R
- S
- T
- U
- V
- W
- X
- Y
- Z

## P
- Pailherols

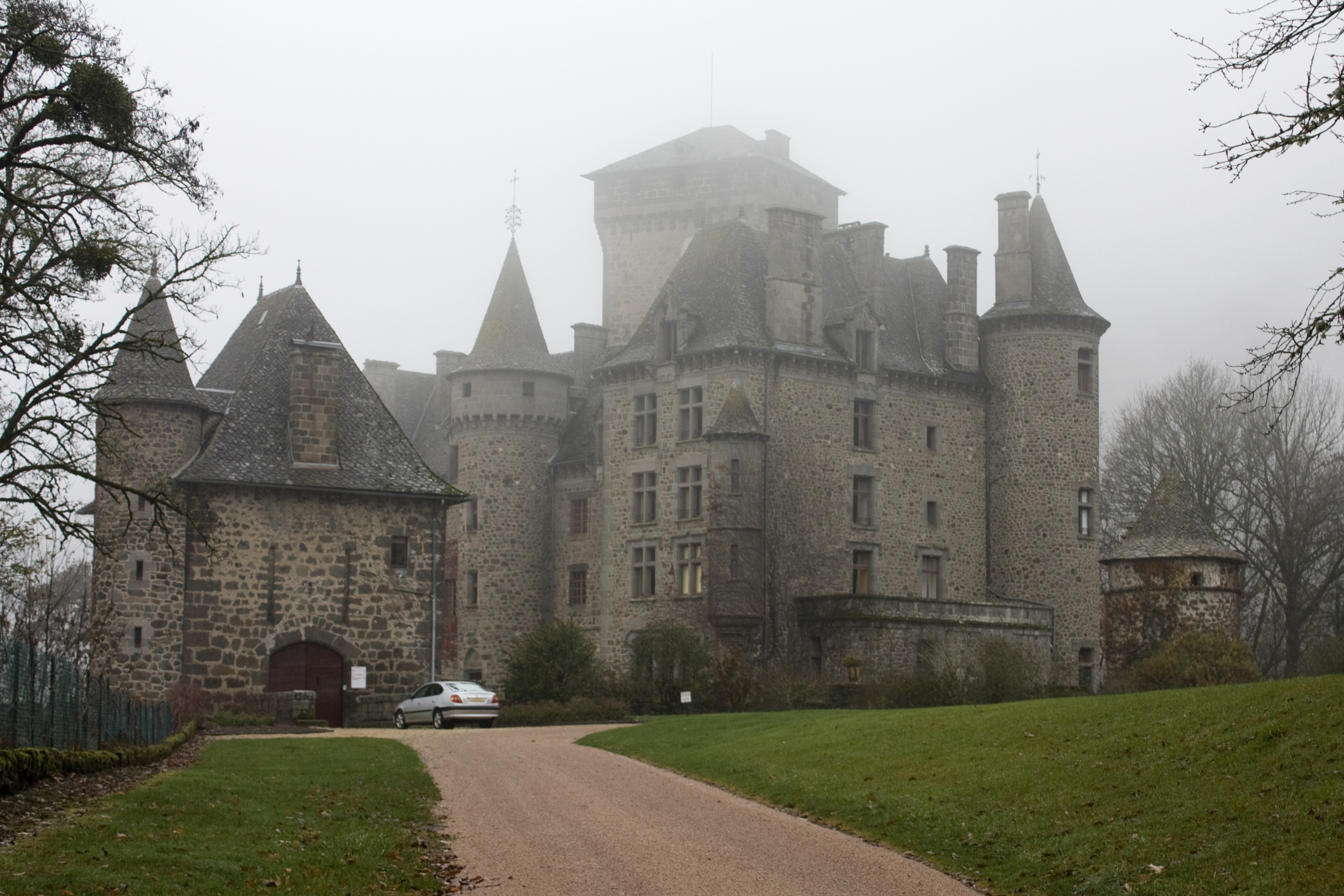
château de Pesteils à Polminhac

  - 2000 : Harry, un ami qui vous veut du bien de Dominik Moll

- Polminhac
  - 1943 : L'Éternel Retour de Jean Delannoy[1]
  - 2005 : Papa de Maurice Barthélemy
  - 2015 : Le Hobbit : Le Retour du roi du Cantal de Léo Pons

- Haut – A
- B
- C
- D
- E
- F
- G
- H
- I
- J
- K
- L
- M
- N
- O
- P
- Q
- R
- S
- T
- U
- V
- W
- X
- Y
- Z

## R
- Raulhac

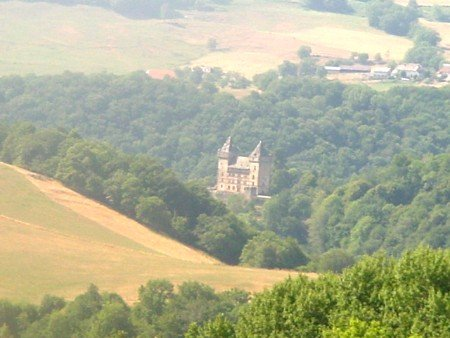
Château de Messilhac à Raulhac

  - 2010 : La Princesse de Montpensier de Bertrand Tavernier[2],[3]

- Riom-ès-Montagnes
  - 2000 : L'Extraterrestre de Didier Bourdon

- Ruynes-en-Margeride
  - 1967 : Un homme de trop de Costa-Gavras
  - 1976 : Le Pont de Cassandra de George P. Cosmatos

- - 1989 : Les mains au dos de Patricia Valeix

- Haut – A
- B
- C
- D
- E
- F
- G
- H
- I
- J
- K
- L
- M
- N
- O
- P
- Q
- R
- S
- T
- U
- V
- W
- X
- Y
- Z

## S
- Saint-Amandin
  - 2000 : L'Extraterrestre de Didier Bourdon

- Saint-Cernin
  - 2011 : Les Robins des pauvres de Frédéric Tellier
  - 1986 : Conseil de famille de Costa-Gavras

- Saint-Chamant
  - 1986 : Conseil de famille de Costa-Gavras

- Saint-Flour
  - 1947 : Voyage Surprise de Pierre Prévert
  - 1966 : La Grande Vadrouille de Gérard Oury
  - 1967 : Un homme de trop de Costa-Gavras
  - 1997 : XXL d'Ariel Zeitoun

- Saint-Julien-de-Jordanne
  - 1997 : XXL d'Ariel Zeitoun

- Saint-Poncy
  - 2011 : La Nouvelle Guerre des boutons de Christophe Barratier

- Saint-Urcize
  - 2003 : Nos enfants chéris de Benoît Cohen
  - 2007 : Dernière saison (Combalimon) de Raphaël Mathié

- Salers
  - 1943 : Le Loup des Malveneur de Guillaume Radot
  - 1964 : La Cité de l'indicible peur[4] de Jean-Pierre Mocky
  - 1967 : Les Grandes Vacances de  Jean Girault
  - 2022 : Le Buron de Léo Pons

- Haut – A
- B
- C
- D
- E
- F
- G
- H
- I
- J
- K
- L
- M
- N
- O
- P
- Q
- R
- S
- T
- U
- V
- W
- X
- Y
- Z

## T
- Tournemire
  - 1943 : Le Loup des Malveneur de Guillaume Radot (château d'Anjony)
  - 1964 : La Cité de l'indicible peur de Jean-Pierre Mocky (château d'Anjony)
  - 1978 : Les Brigades du Tigre - Le Village maudit (saison 4/épisode 1) de Victor Vicas (château d'Anjony)
  - 2011 : Les Robins des pauvres de Frédéric Tellier (Tourné au Kayrel)

- Trizac
  - 2011 : Les Robins des pauvres de Frédéric Tellier (Tourné au lac de Veyrières)

- Vallée de la Truyère
  - 1966 : La Grande Vadrouille de Gérard Oury

- Haut – A
- B
- C
- D
- E
- F
- G
- H
- I
- J
- K
- L
- M
- N
- O
- P
- Q
- R
- S
- T
- U
- V
- W
- X
- Y
- Z

## U
- 1967 : Un homme de trop de Costa-Gavras

- Haut – A
- B
- C
- D
- E
- F
- G
- H
- I
- J
- K
- L
- M
- N
- O
- P
- Q
- R
- S
- T
- U
- V
- W
- X
- Y
- Z

## V
- Vic-sur-Cère
  - 2000 : Harry, un ami qui vous veut du bien de Dominik Moll

- Haut – A
- B
- C
- D
- E
- F
- G
- H
- I
- J
- K
- L
- M
- N
- O
- P
- Q
- R
- S
- T
- U
- V
- W
- X
- Y
- Z

## W
- Haut – A
- B
- C
- D
- E
- F
- G
- H
- I
- J
- K
- L
- M
- N
- O
- P
- Q
- R
- S
- T
- U
- V
- W
- X
- Y
- Z

## X
- Haut – A
- B
- C
- D
- E
- F
- G
- H
- I
- J
- K
- L
- M
- N
- O
- P
- Q
- R
- S
- T
- U
- V
- W
- X
- Y
- Z

## Y
- Haut – A
- B
- C
- D
- E
- F
- G
- H
- I
- J
- K
- L
- M
- N
- O
- P
- Q
- R
- S
- T
- U
- V
- W
- X
- Y
- Z

## Z
- Haut – A
- B
- C
- D
- E
- F
- G
- H
- I
- J
- K
- L
- M
- N
- O
- P
- Q
- R
- S
- T
- U
- V
- W
- X
- Y
- Z